# الشركة الأنجلو أمريكية للبلاتين
الشركة الأنجلو أمريكية للبلاتين المحدودة (بالإنجليزية: Anglo American Platinum Limited)‏، هي المنتج الأكبر في العالم من البلاتين الابتدائي، وهو ما يمثل حوالي 38% من إمدادات العالم سنوياً. مقرها في جنوب أفريقيا، ومعظم عمليات الشركة تتمركز في الشمال الغربي والشمال الشرقي من جوهانسبرغ.

## منتجات
- كبريتات الكوبالت الثنائي
- النحاس
- الذهب
- الإيريديوم
- النيكل
- الأوزميوم
- البلاديوم
- البلاتين
- الروديوم
- الروثينيوم